# 14004 Chikama
14004 Chikama eller 1993 SK2 är en asteroid i huvudbältet som upptäcktes den 19 september 1993 av de båda japanska astronomerna Kazuro Watanabe och Kin Endate vid Kitami-observatoriet. Den är uppkallad efter amatörastronomen Taketo Chikama.
Asteroiden har en diameter på ungefär 8 kilometer.